# Csehipuszta
Csehipuszta (románul Pusta) település Romániában, Szilágy megyében.

## Fekvése
Somlyócsehi mellett fekvő település.

## Története
Csehipuszta 1956-ig Somlyócsehi (Cehei) része volt. 
1956-ban vált külön Somlyócsehitől. Ekkor 483 lakosa volt.
1992-ben 1312 lakosa volt, melyből 366 román, 1 magyar, egyéb (nagyrészt cigányok) 1058 fő volt.
2002-ben 1454 lakosa volt.
A település abszolút cigány többségű, lakosságának kb. 90-95%-a cigány, akiknek külön cigány baptista templomuk van a falu központjában.